# 4677 Hiroshi
4677 Hiroshi (1990 SQ4) là một tiểu hành tinh vành đai chính được phát hiện ngày 16 tháng 9 năm 1990 bởi Takahashi và Watanabe ở Kitami.